# Duby letní na Pavím vrchu
Duby letní na Pavím vrchu jsou tři památné stromy, které rostou v Praze 5-Smíchově v ulici Na Pláni mezi garážemi, v lokalitě zvané po stejnojmenném vrchu Paví vrch (281 m n. m.).

## Parametry stromu
- Výška (m): 16 – 19 (r. 2013)
- Obvod (cm): 270 – 410 (r. 2013)
- Ochranné pásmo: vyhlášené - kruh o poloměru 9, 13 a 10 m
- Datum prvního vyhlášení: 7.12. 2001[1][2]
- Odhadované stáří: 190 let (r. 2016)[3]

## Popis
První dub ve směru od Radlické ulice má širokou korunu a její větve se natahují do ulice. Druhý dub za nízkou garáží má pokřivený kmen a je na něm několik boulí. Třetí dub má velké kořenové náběhy a středně velkou tvarovanou korunu; jeho větší větev, která směřovala mezi garáže, byla odstraněna.

## Historie
Stromy byly vysazeny kolem roku 1825 a jsou pozůstatkem původního porostu.

## Památné stromy v okolí
- Dub letní v ulici U Malvazinky